# Robert Porter Patterson
Robert Porter Patterson Sr. (Glen Falls, 12 de fevereiro de 1891 - 22 de janeiro de 1952) foi subsecretário de guerra do presidente dos EUA Franklin D. Roosevelt e secretário de guerra dos EUA do presidente Harry S. Truman. Ele era um juiz de circuito dos Estados Unidos do Tribunal de Apelações dos Estados Unidos para o Segundo Circuito depois de ter sido um juiz distrital do Tribunal Distrital dos Estados Unidos para o Distrito Sul de Nova York.

## Carreira
Ele foi fundamental na mobilização das forças armadas preparatórias para e durante a Segunda Guerra Mundial. Patterson defendeu a unificação das forças armadas (exército e marinha) e um único chefe de estado-maior.
Patterson trabalhou para promover mais participação e promoção de negros nas forças armadas, especificamente durante os estágios finais da Segunda Guerra Mundial. Ele foi fundamental na criação de um grupo de caças afro-americanos, conhecidos agora como os aviadores de Tuskeegee.  Embora simpatizasse com as queixas, aspirações e recomendações dos negros, ele estava preocupado que uma mudança radical impediria a preparação militar durante a guerra. Após a guerra, o "Board for Utilization of Negro Manpower" (ou Conselho de Gillem). divulgou um relatório, "Utilization of Negro Manpower in the Postwar Army Policy", em abril de 1946. que foi assinado por Patterson: recomendava a manutenção da segregação, pois essa era uma política externa aos militares, mas que os militares introduzissem oportunidades iguais, isso seria o melhor uso da mão de obra militar. Patterson este na ativa até 1947.

## Morte
Patterson morreu em 22 de janeiro de 1952,  retornando de um encontro com um cliente, a bordo do voo 6780 da American Airlines, que caiu na aproximação ao Aeroporto Internacional Newark Liberty em Elizabeth, Nova Jersey; ele tinha 60 anos.